# ザヴィエルチェ郡
ザヴィエルチェ郡（ザヴィエルチェぐん、ポーランド語:powiat zawierciański、英語:Zawiercie County）は、南ポーランドのシロンスク県にある地方自治体。1998年の地方行政区画再編の結果、1999年1月1日に誕生した。郡都で最大の町はザヴィエルチェであり、カトヴィツェの北東41kmのところに位置する。ザヴィエルチェ郡は他に5つの町が存在する。
郡は合計で1,003.27km2の面積がある。2006年の統計で、郡全体の人口が124,127人である。

## 近隣の郡
北部はチェンストホーヴァ郡、北東部はヴウォシュチョーヴァ郡、東部はイェンジェユフ郡とミコウフ郡、南部はオルクシュ郡とドンブローヴァ・グルニチャ市、南西部はベンジン郡、西部はムィシュクフ郡に接している。

## 下位自治体
郡は10つの下位自治体（グミナ）に分割される。（2つの都市、4つの田園都市、4つの田舎）なお、人口順に並べてある。
| 名称               | 種類     | 面積（km2） | 人口（2006年） | 中心地       |
| ------------------ | -------- | ----------- | -------------- | ------------ |
| ザヴィエルチェ     | 都市     | 85.2        | 52,926         |              |
| グミナ・ワジ       | 田園都市 | 132.6       | 15,990         | ワジ         |
| Gmina Ogrodzieniec | 田園都市 | 85.7        | 9,519          | Ogrodzieniec |
| Gmina Pilica       | 田園都市 | 138.9       | 9,117          | Pilica       |
| Poręba             | 都市     | 40.0        | 8,784          |              |
| Gmina Szczekociny  | 田園都市 | 136.1       | 8,350          | Szczekociny  |
| Gmina Kroczyce     | 田舎     | 110.2       | 6,250          | Kroczyce     |
| Gmina Włodowice    | 田舎     | 76.3        | 5,311          | Włodowice    |
| Gmina Żarnowiec    | 田舎     | 124.8       | 4,960          | Żarnowiec    |
| Gmina Irządze      | 田舎     | 73.6        | 2,920          | Irządze      |